# Distrito de Sechura
El distrito de Sechura es uno de los seis que conforman la provincia de Sechura ubicada en el departamento de Piura al norte del Perú.
Desde el punto de vista jerárquico de la Iglesia católica, forma parte de la Arquidiócesis de Piura.

## Historia
- Sechura es un pueblo de pescadores por ancestro. Sus raíces históricas se remontan a 7 mil años (5 595 a. C.) con la primigenia presencia del hombre de Illescas en el macizo del mismo nombre, durante su primer poblamiento. Allí nace la fascinante actividad de la pesca en esta parte del litoral peruano.

- El 11 de noviembre de 1572, el visitador Bernardino de Loayza crea el pueblo Reducción de indios "San Martín de Sechura":

“el Ylustrisimo señor Bernardino de Loaysa, visitador general susodicho prosiguiendo en la visita de los naturales de la mesma encomienda del dicho Gaspar Thoche de Buitrago ... mando juntar los indios del repartimiento de Sechura en el dicho Gaspar Thoche de Buitrago, encomendero que reside en eldicho pueblo de Sechura e aviendose ajuntado Doña Ysabel Capullana, cacica principal del dicho pueblo de Sechura y Otermeregildo Sivar principal del pueblo de la Muñuela, sujeto a la dicha Doña Ysabel Capullana, estos indios e indias del dho repartimiento de sechura por lengua e interpretacion de don Juan Chunga casique e indio ladino en nuestra lengua castellana, les fue echa la plática y exhortación… aviendole preguntado a los dichos indios de Sechura que parcialidades havia en el dicho repartimiento dijeron que dos parcialidades de las quales es casica principal la dicha Doña Ysabel capullana y que vive en ella por oy y la parcialidad de la Muñuela vive por oy cuatro leguas deste pueblo que es en la costa de la mar y la dha parcialidad de la Muñuela, vive quatro leguas la tierra adentro lo qual dijo la dicha Doña Ysabel Capullana, casica e señora del dicho pueblo de sechura de su parcialidad y los indios e indias que en el dicho repartimiento se visitaron con sus hedades según por sus aspectos parecieron tener son los siguientes…“  (del acta de visita de la reducción de Sechura).
- El 21 de junio de 1825 se elevó a Distrito, por mandato de Simón Bolívar.

- Casi un siglo después (durante el Oncenio de Leguía) se le elevó a categoría de ciudad.

## Geografía
Abarca una superficie de 5 711,25 km².

## Atractivos turísticos

##### Zona arqueológica Chusis
Ubicada sobre una extensa plataforma de origen marino denominado Tablazo de Lobitos. 1000 A.C. Consta de tres sectores: una zona de defensa, compuesta por una muralla orientada de norte a sur. Abarca aproximadamente 250 m de largo, 2 m de ancho en los extremos y 6 m en la parte central y 1 m de altura, dividiendo la extensa plataforma en dos zonas: una estructura arquitectónica y otra estéril, posiblemente de carácter religioso. Se encontró fragmentaria cerámica utilitaria y de ofrenda, así como restos orgánicos y osamentas de camélidos.

##### Macizo Illescas
Es una elevación rocosa, restos de la antigua cordillera que corría paralela a la costa norte, herencia del paleozoico, con existencia de fósiles de moluscos y supracarbónicos. Su punto más alto está en los 517 m s. n. m. con una longitud de 36 km y un ancho de 18 km. Ubicado en el extremo suroeste del desierto de Sechura, a 64 km de Sechura.

##### Estuario de Virrilá
Humedal que alberga miles de aves, declarada área de conservación ambiental y sitio de importancia regional en la red hemisférica de reservas para aves playeras.

##### Playa de Chulliyachi
La playa de Chulliyachi se encuentra al lado de un pueblo fantasma con el mismo nombre. Se encuentra aproximadamente a 6km al oeste de la ciudad de Sechura. La playa es una de las más concurridas para ir a descansar y también es apropiada para actividades de pesca.

## Autoridades

### Municipales
- 2019 - 2022[7]
  - Alcalde: Justo Eche Morales, de Alianza para el Progreso.
  - Regidores:

  1. Marly Yulissa Eche Querevalu (Alianza para el Progreso)
  2. César Rubén Eca Panta (Alianza para el Progreso)
  3. Irene Socorro Temoche Jaramillo (Alianza para el Progreso)
  4. Santos René Amaya Eca (Alianza para el Progreso)
  5. Alberto Kenyo Chunga Tume (Alianza para el Progreso)
  6. Antonio Pazo Loro (Alianza para el Progreso)
  7. Jorge Panta Loro (Movimiento Regional Seguridad y Prosperidad)
  8. Keila Smith Loro Antón (Partido Democrático Somos Perú)
  9. Luis Ricardo Antón Amaya (Movimiento Independiente Fuerza Regional)

### Policiales
- Comisario: Sargento PNP .

## Festividades
- Enero: Fiesta del Manglar
- febrero - marzo: Carnavales
- 18 de octubre: Señor de los Milagros
- 11 de noviembre: San Martín de Tours.